# Asamoah Gyan
Asamoah Gyan (* 22. listopad 1985 Akkra) je bývalý ghanský profesionální fotbalista, který hrával na pozici útočníka. Svou hráčskou kariéru ukončil ukončil v roce 2023. Mezi lety 2003 a 2019 odehrál také 109 utkání v dresu ghanské reprezentace, v nichž vstřelil 51 branek.
V roce 2010 obdržel ocenění BBC African Footballer of the Year.

## Klubová kariéra
V roce 2003 byl na testech v AC Sparta Praha, které byly úspěšné, nicméně dle tehdejších pravidel mohli přestupovat jen plnoletí hráči a Gyan měl teprve 17 let. Pražský klub tak o něj přišel. 

Získal jej poté italský klub Udinese Calcio, z něhož hostoval v Modeně. V letech 2008–2010 hrál za francouzské Stade Rennais FC, v letech 2010–2012 za anglický Sunderland AFC. V roce 2011 hostoval v klubu Al Ain FC ze Spojených arabských emirátů, kam v roce 2012 nakonec přestoupil.

## Reprezentační kariéra
V roce 2003 debutoval za ghanský národní tým.
S šesti vstřelenými brankami se stal nejlepším střelcem zóny CAF v kvalifikaci na MS 2014. Ghana postoupila i díky jeho brankovým příspěvkům na Mistrovství světa ve fotbale 2014 v Brazílii. Zúčastnil se i samotného světového šampionátu 2014, kde Ghana skončila se ziskem jediného bodu na posledním čtvrtém místě v základní skupině G.
Zúčastnil se mj. Afrického poháru národů 2015 v Rovníkové Guineji, kde Ghana získala stříbrné medaile po finálové porážce v penaltovém rozstřelu s Pobřežím slonoviny.